# Euthalia attenuata
Euthalia attenuata är en fjärilsart som beskrevs av Robert Christopher Tytler 1911. Euthalia attenuata ingår i släktet Euthalia och familjen praktfjärilar. Inga underarter finns listade i Catalogue of Life.